# Gourcy

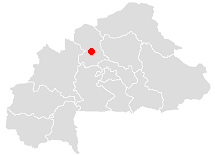
Gourcys läge i Burkina Faso.

Gourcy är en stad och kommun i Burkina Faso och är administrativ huvudort för provinsen Zondoma. Staden hade 24 616 invånare vid folkräkningen 2006, med totalt 81 226 invånare i hela kommunen.